# Бражник Комарова
Бражник Комарова лат. Rethera komarovi — метелик з роду Бражники .

## Історія
Вперше був знайдений в 1885 році в околицях Ашхабаду генерал-лейтенантом Комаровим Володимиром Леонтієвичом, та описаний відомим систематиком Христофом .

## Поширення
Вид поширений на Балканах, у Малій Азії, Ірані, Афганістані, на території колишнього СРСР — на півдні Закавказзя і в Середній Азії .
Живе в сухих горах та передгір'ях, де росте молочай — кормова рослина його гусениць, літає в квітні-червні .

## Загальний опис
Дуже виразно можна помітити контраст верхньої та нижньої сторони — знизу бражник яскраво-рожевого кольору .
Вдень метелики ховаються, Уночі як і всі метелики летять на світло проте на відміну від інших видів не мають звички підлітати до лампи, а опускаються зазвичай десь в траві на самому кордоні світла і там завмирають. Бражник Комарова летить на світло виключно глибокої ночі .